# Île aux Noix
L’île aux Noix est une île sur la rivière Richelieu au Québec, proche du lac Champlain. L'île aux Noix a une superficie de 210 acres (84,98 ha) au milieu du Richelieu. L'île est un site historique du fort Lennox.

## Historique
La guerre de Sept Ans crée la nécessité de construire un fort en 1759, nommé fort de l'Isle aux Noix, dans le but de ralentir l'avancée de l'armée britannique sur Montréal. Mais le fort doit se rendre en 1760. En 1775, l'île est prise par les forces américaines, et utilisé comme base pour les généraux Philip Schuyler et Richard Montgomery pour attaquer Montréal et Québec. Les Américains utilisent l'île à nouveau en 1776 durant leur retraite de la province de Québec. Leur armée demeure 10 jours sur l'île et plus de 900 soldats américains meurent et sont enterrés dans deux cimetières sur l'isle aux Noix. Les Britanniques par la suite construisent un nouveau fort en 1778 et le nomment fort de l'Isle aux Noix. Pendant la guerre de 1812, les Britanniques utilisent l'île pour ravitailler leurs opérations contre la flotte américaine sur le lac Champlain. Le fort Lennox actuel est construit entre 1819 et 1829, lorsque les anciennes fortifications sont complètement démolies. Il demeure un poste militaire jusqu'en 1870 et est maintenant un site touristique important dans la région. Administrativement, l'île aux Noix fait maintenant partie de Saint-Paul-de-l'Île-aux-Noix.
Le chantier de construction navale de la Royal Navy fut en opération de 1812 à 1834 et servit la marine royale pour la flotte du lac Champlain durant la guerre de 1812. Le HMS Confiance (en) fut un des navires construits sur l'île.
C'est également sur l'Île-aux-Noix que l'une des premières prisons de réforme du Québec vues le jour en 1858. Elle occupait les bâtiments d’une ancienne caserne militaire de l’île. Cet établissement réservé exclusivement aux criminels mineurs ferma ses portes officiellement en 1862.

## Fortification de l'île

### Période française
La population de la Nouvelle-France vécut des temps difficiles pendant les dernières années de la guerre de Sept Ans. Du 16 au 28 août 1760, 1 453 soldats français et canadiens sous le commandement du colonel Bougainville, résistèrent au siège du général anglais Amherst. Bougainville réalisa que le fort sur Île aux Noix ne pouvait pas résister au siège bien longtemps. Le 27 août, Bougainville fit évacuer ses troupes discrètement au milieu de la nuit et se dirigea vers Montréal où ses soldats pouvaient être plus utiles. Le siège de l'Île aux Noix se termina le 28 août, lorsqu'un groupe de 40 soldats se rendit aux forces britanniques.
Le gouverneur-général de la Nouvelle-France, Pierre de Rigaud de Vaudreuil, se rendit au major-général Jeffrey Amherst le 8 septembre 1760. Amherst décida de raser les fortifications de l'île au Noix pour fournir le matériel nécessaire à la construction du fort Crown Point.

### Période britannique
Après l'invasion américaine de la province de Québec en 1775-1775 par la rivière Richelieu, les autorités britanniques décidèrent de construire un nouveau fort en 1778. Cependant, pendant la guerre de 1812, le fort fut démoli pour la construction du fort Lennox.

### Occupation américaine
En 1775, l'île fut prise par les forces américaines et utilisé comme base militaire par les généraux américains Philip Schuyler et Richard Montgomery pour pouvoir attaquer Montréal et Québec. Après la défaite de Québec et l'abandon de Montréal, l'armée continentale américaine se regroupa sur l'île en 1776 et se retira de la province de Québec. Un fortin militaire fut construit par les Britanniques en 1779 pour résister à une attaque future. Une fortification plus imposante fut construite entre 1779 et 1780.

## Galerie
(avril 2023).

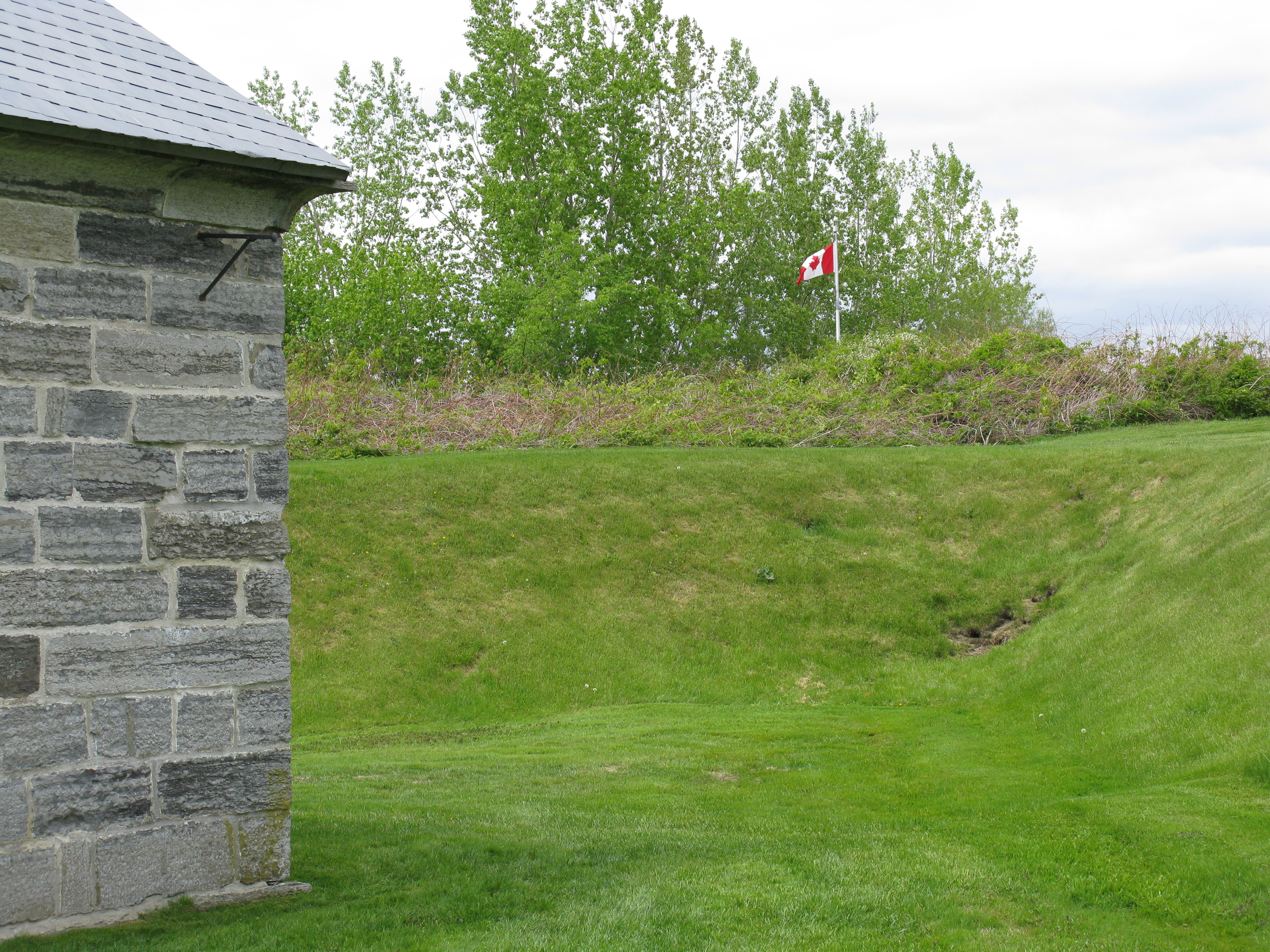
Fort Lennox
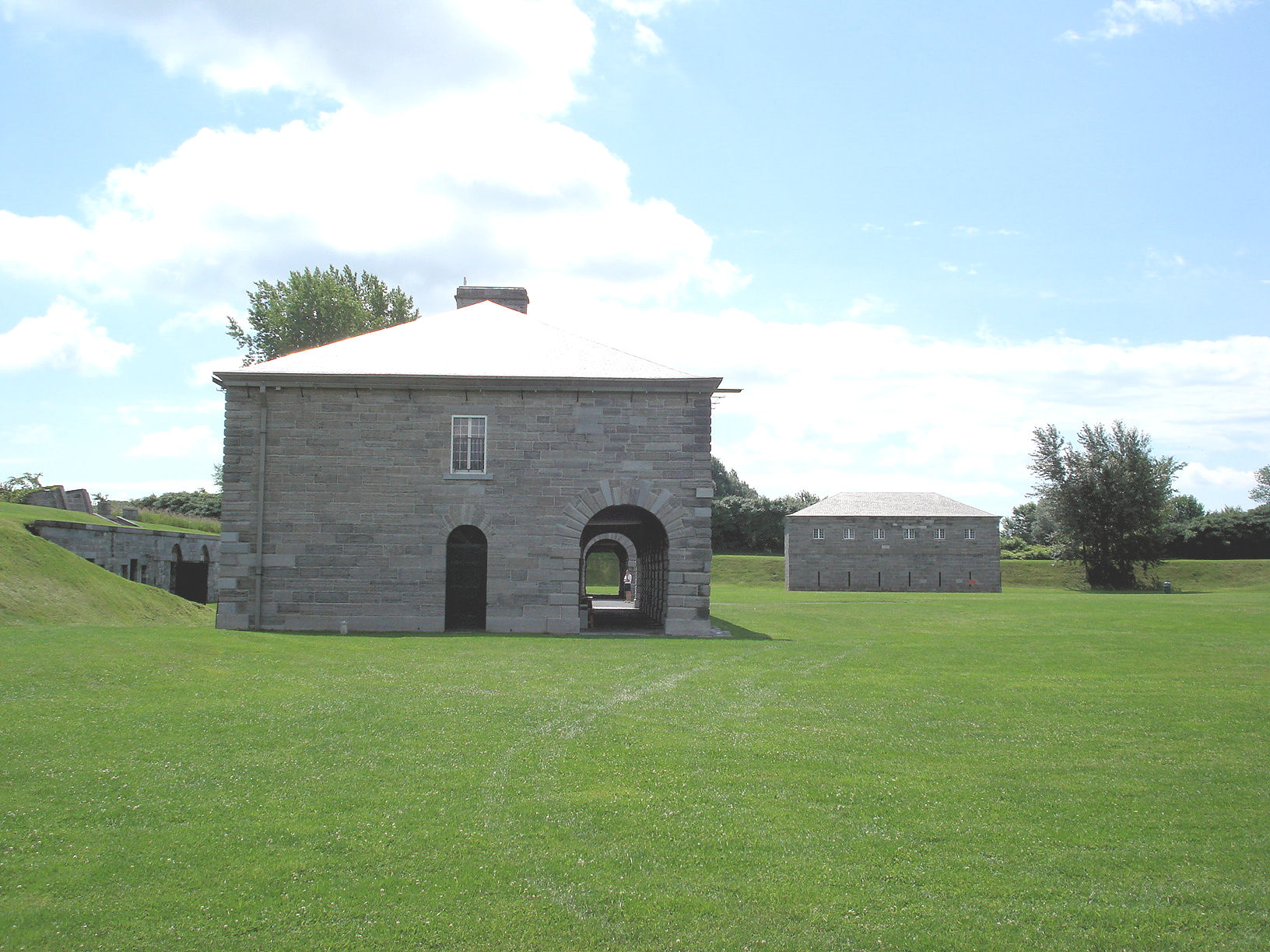
Fort Lennox sur l'île-aux-Noix
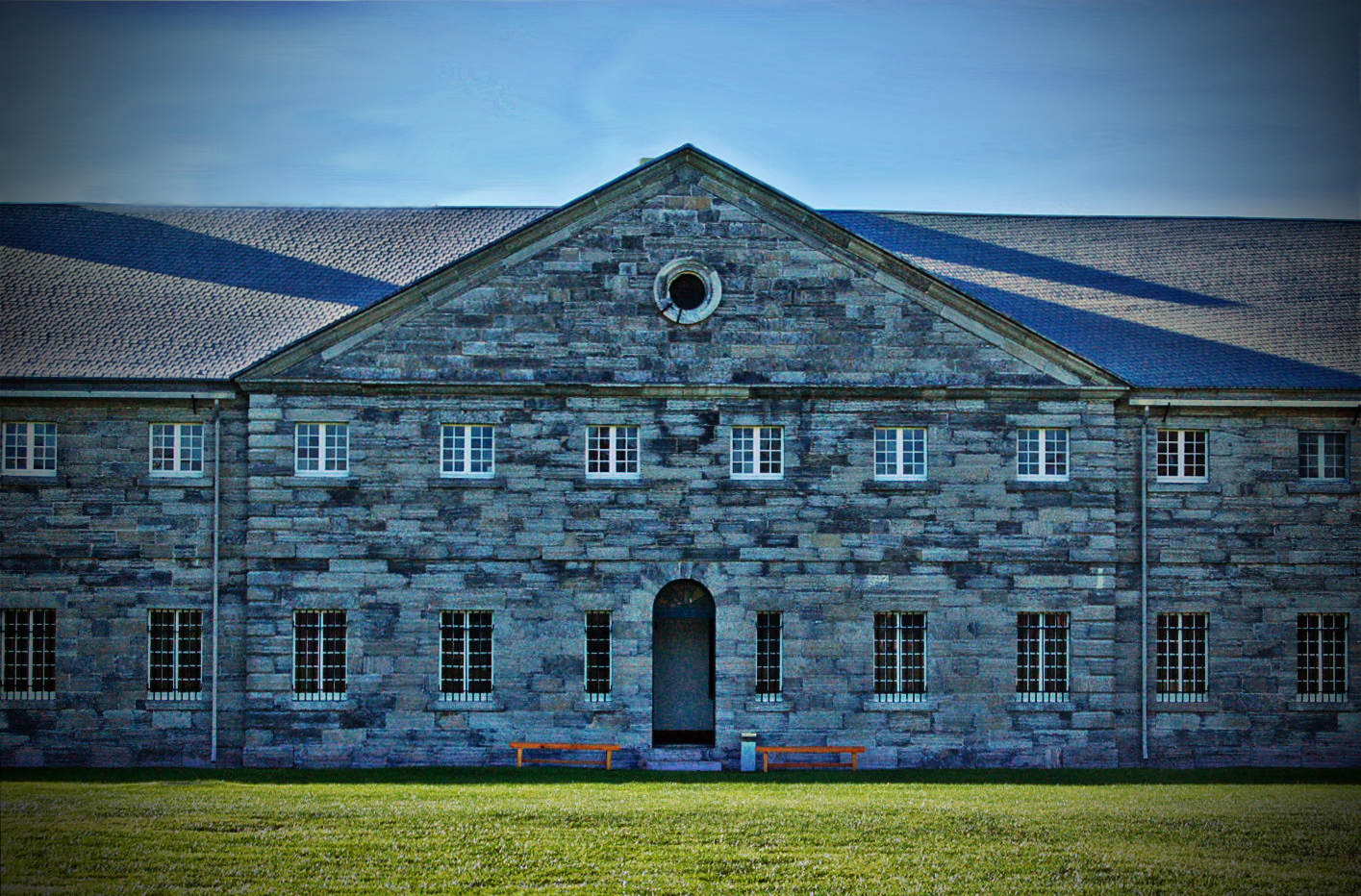
Fort Lennox
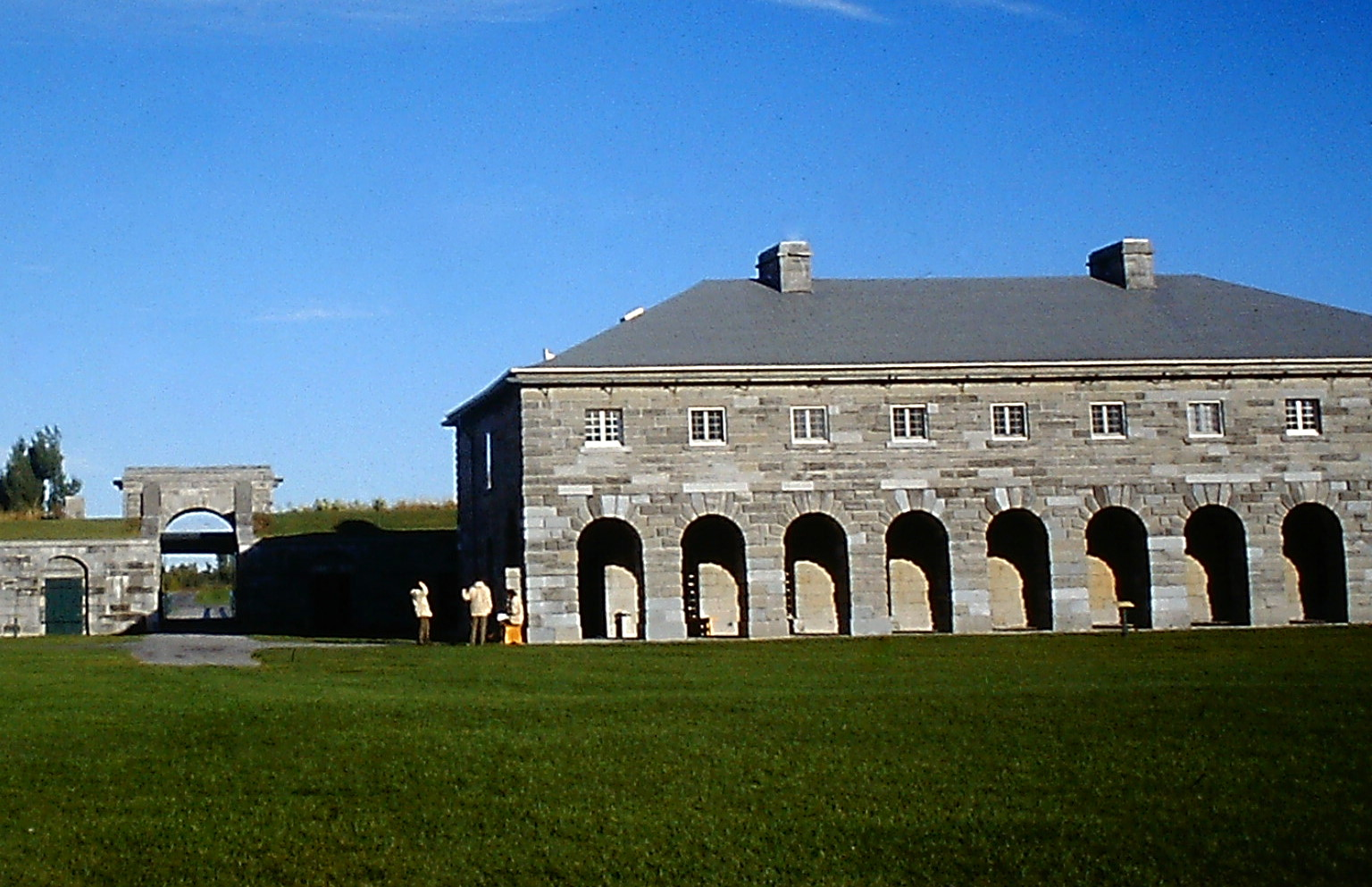
Fort Lennox
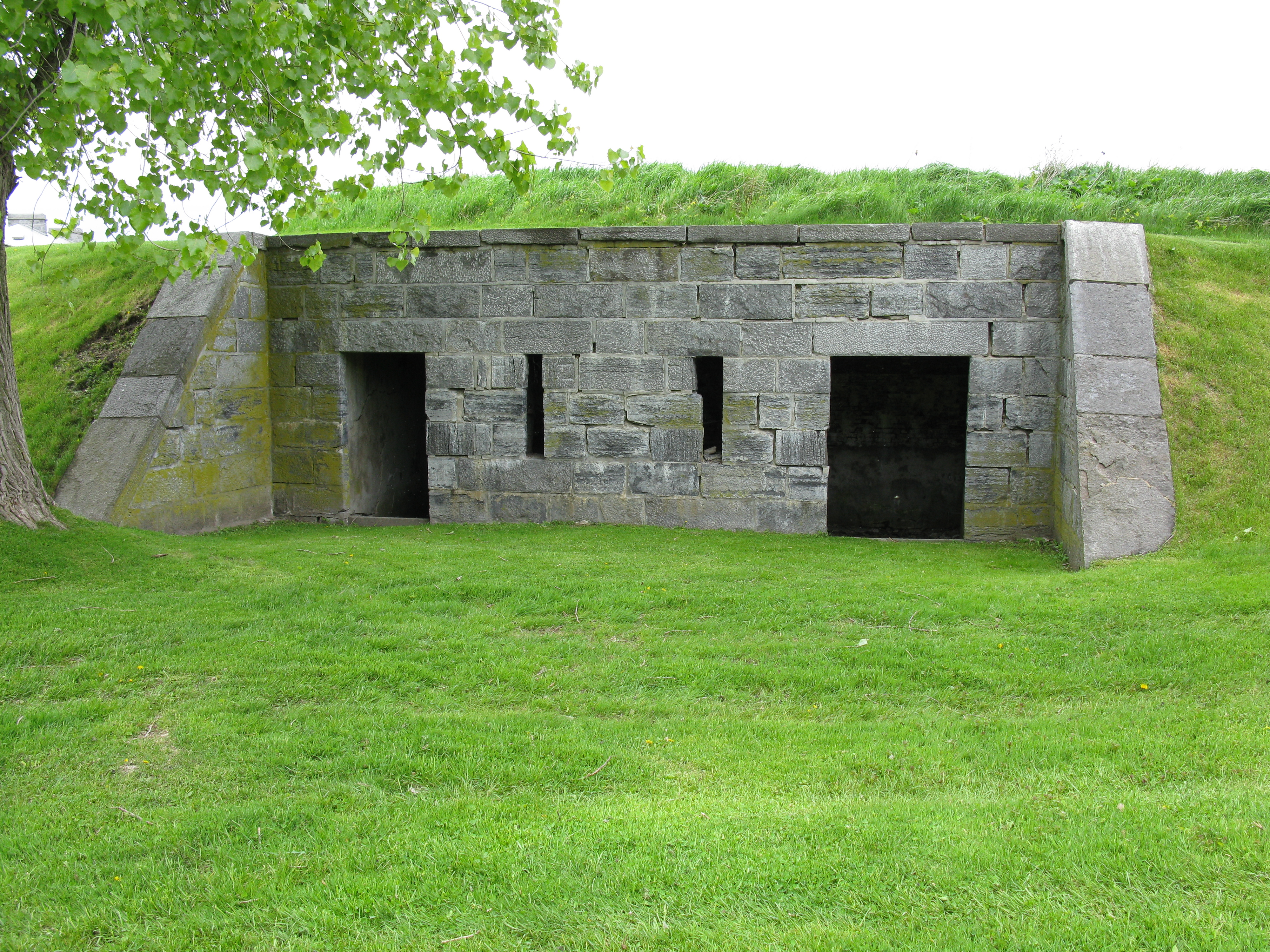
Les latrines des soldats à Fort Lennox.
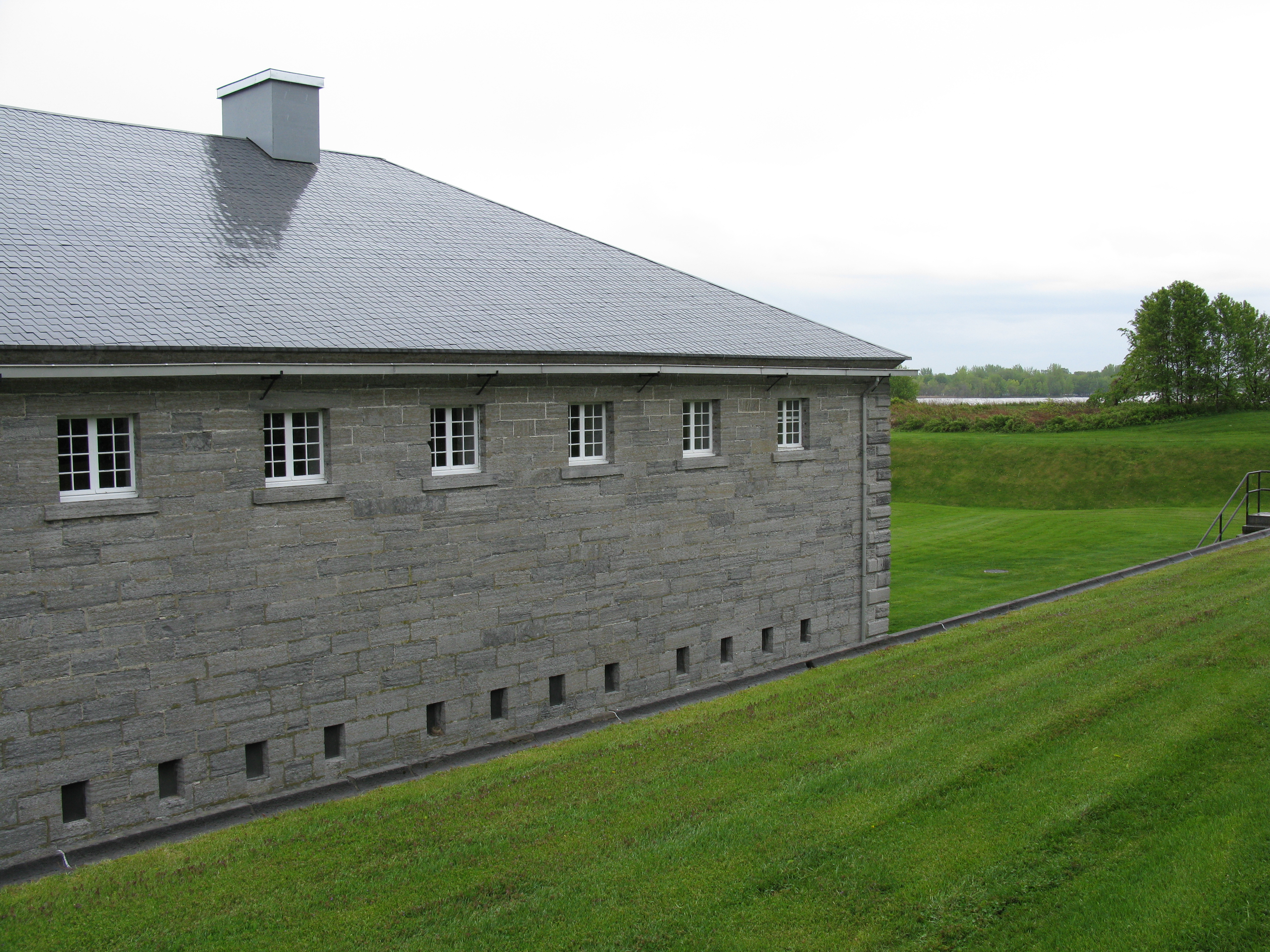
En arrière des casernes au Fort Lennox.
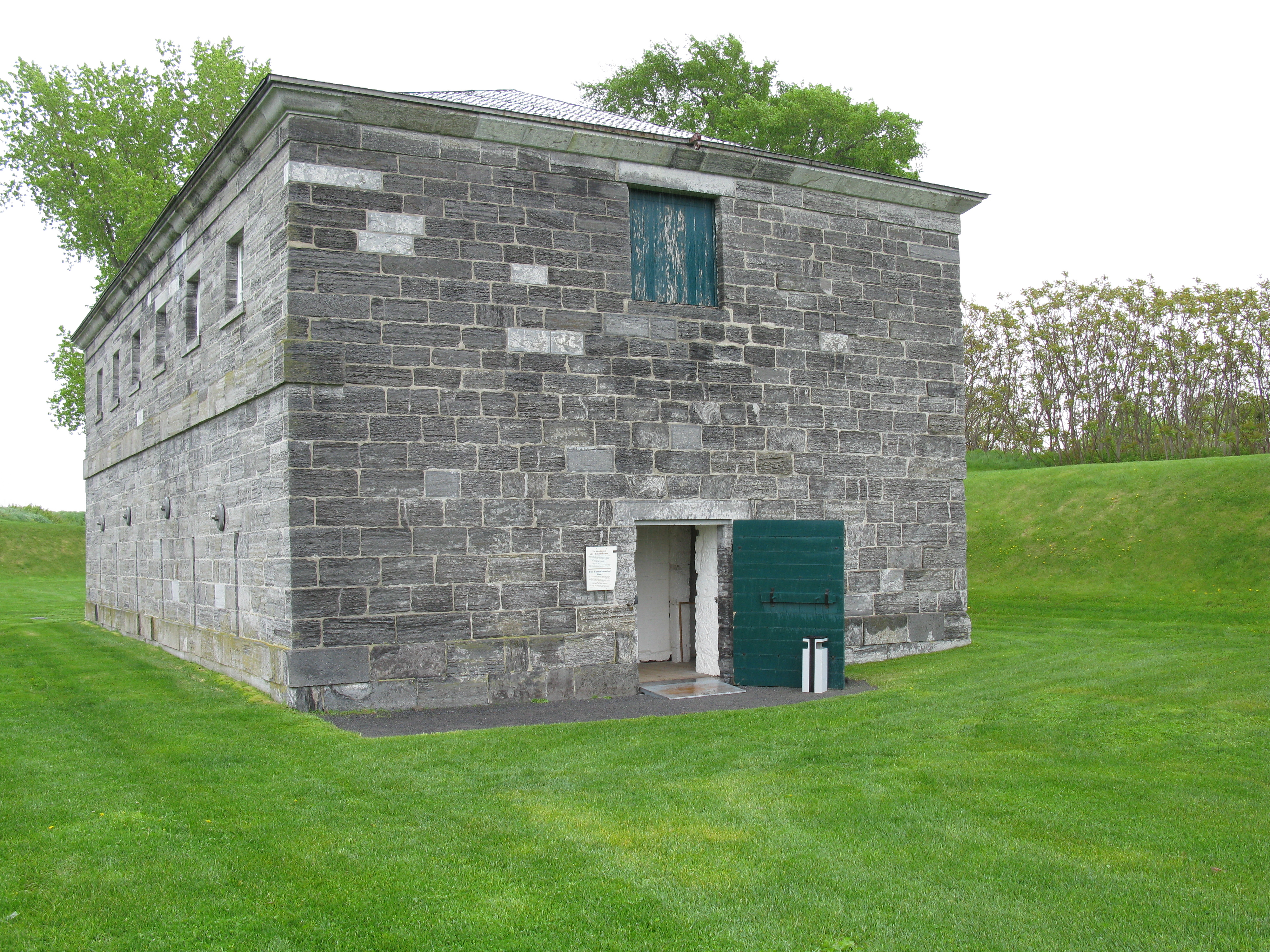
Le dépôt de munitions du Fort Lennox.
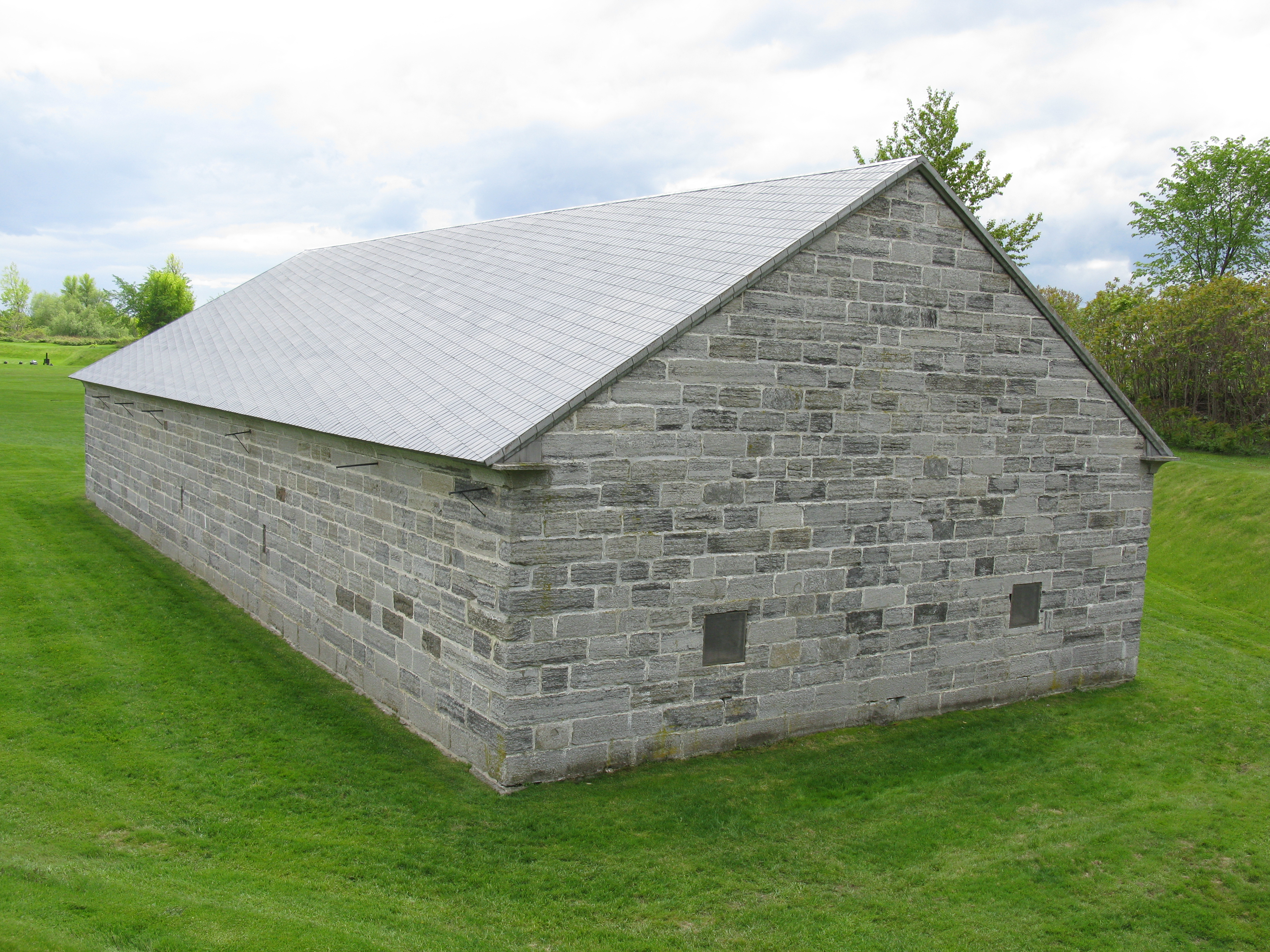
En arrière du magasin à poudre du Fort Lennox.
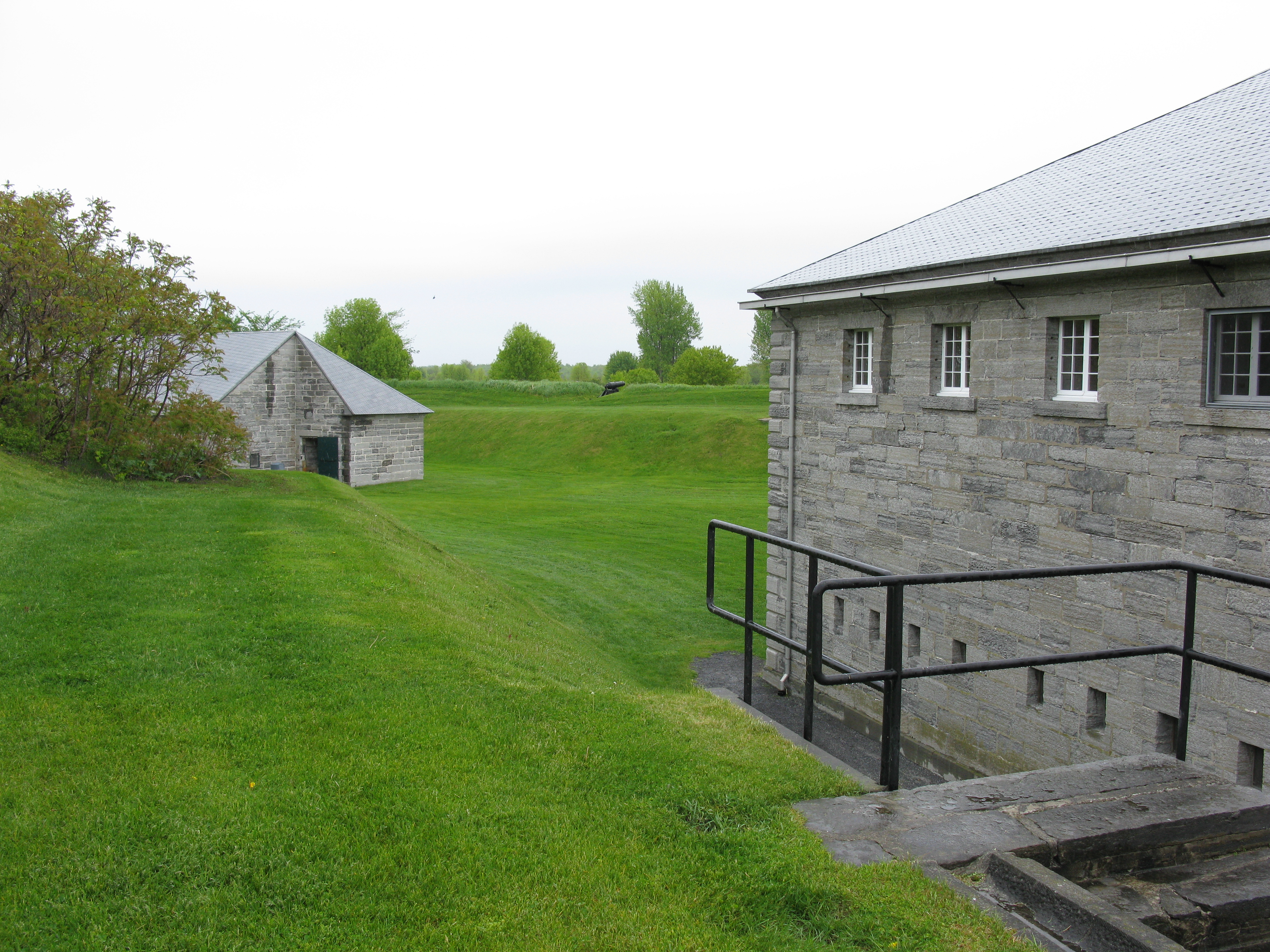
Le dépôt de munitions et les casernes.
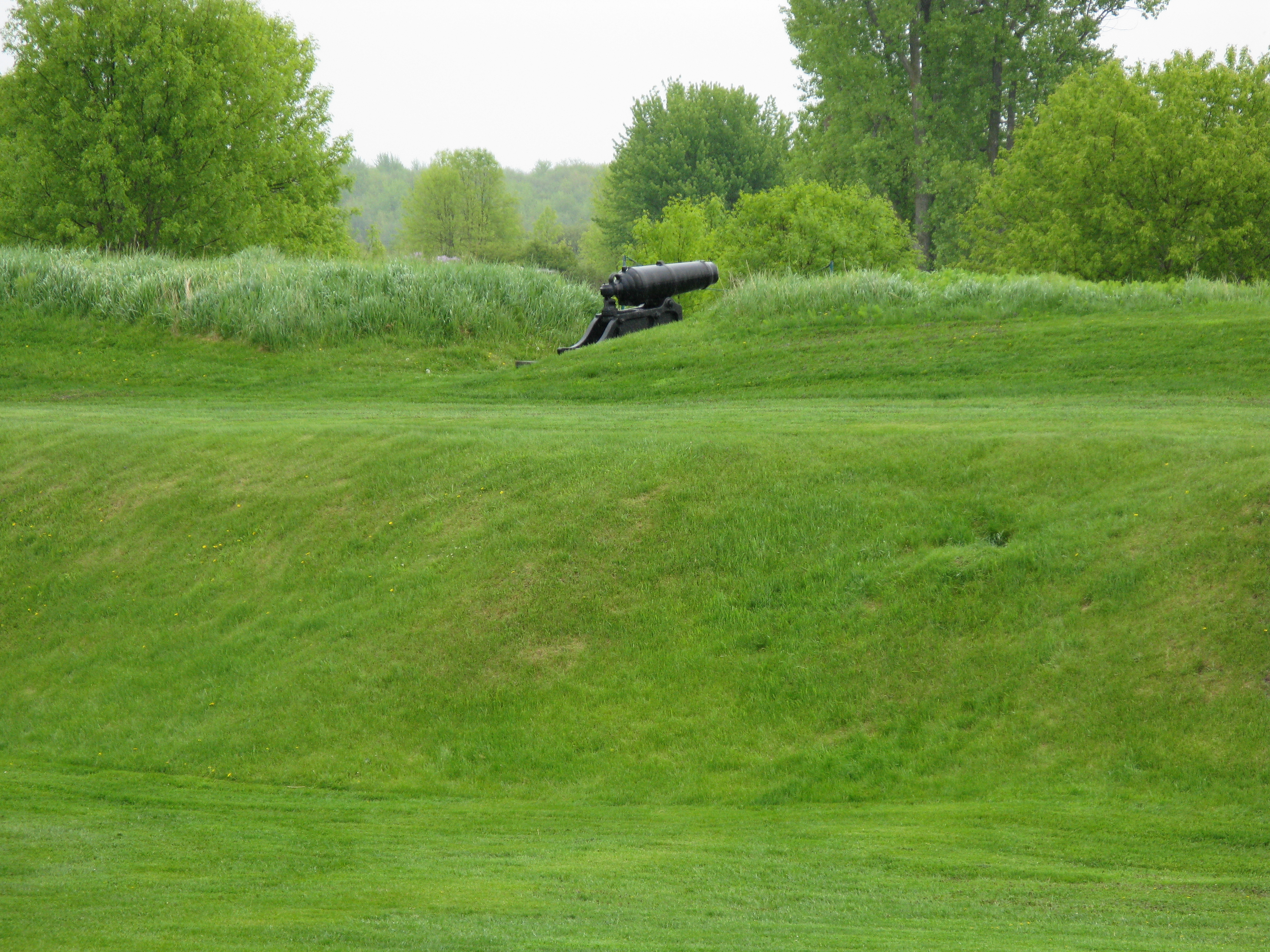
Un canon à l'intérieur du Fort Lennox.
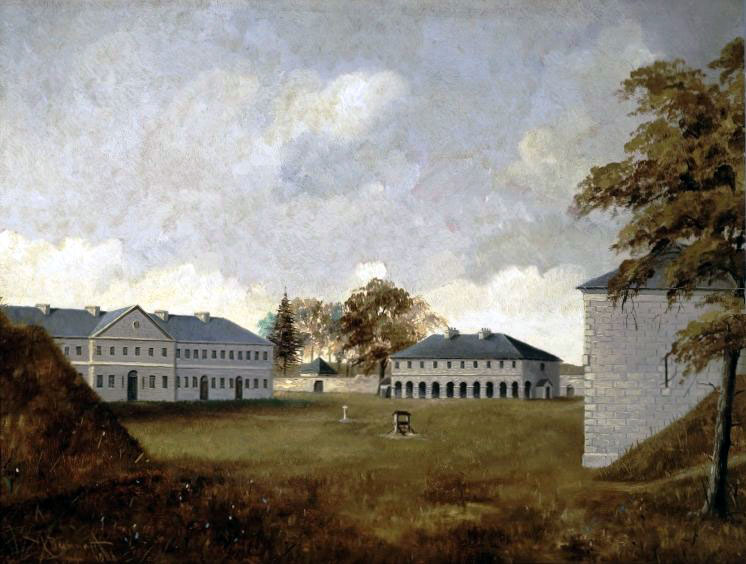
Fort Lennox, Isle-aux-Noix, QC, 1886, Henry Richard S. Bunnett, Peinture sur huile.
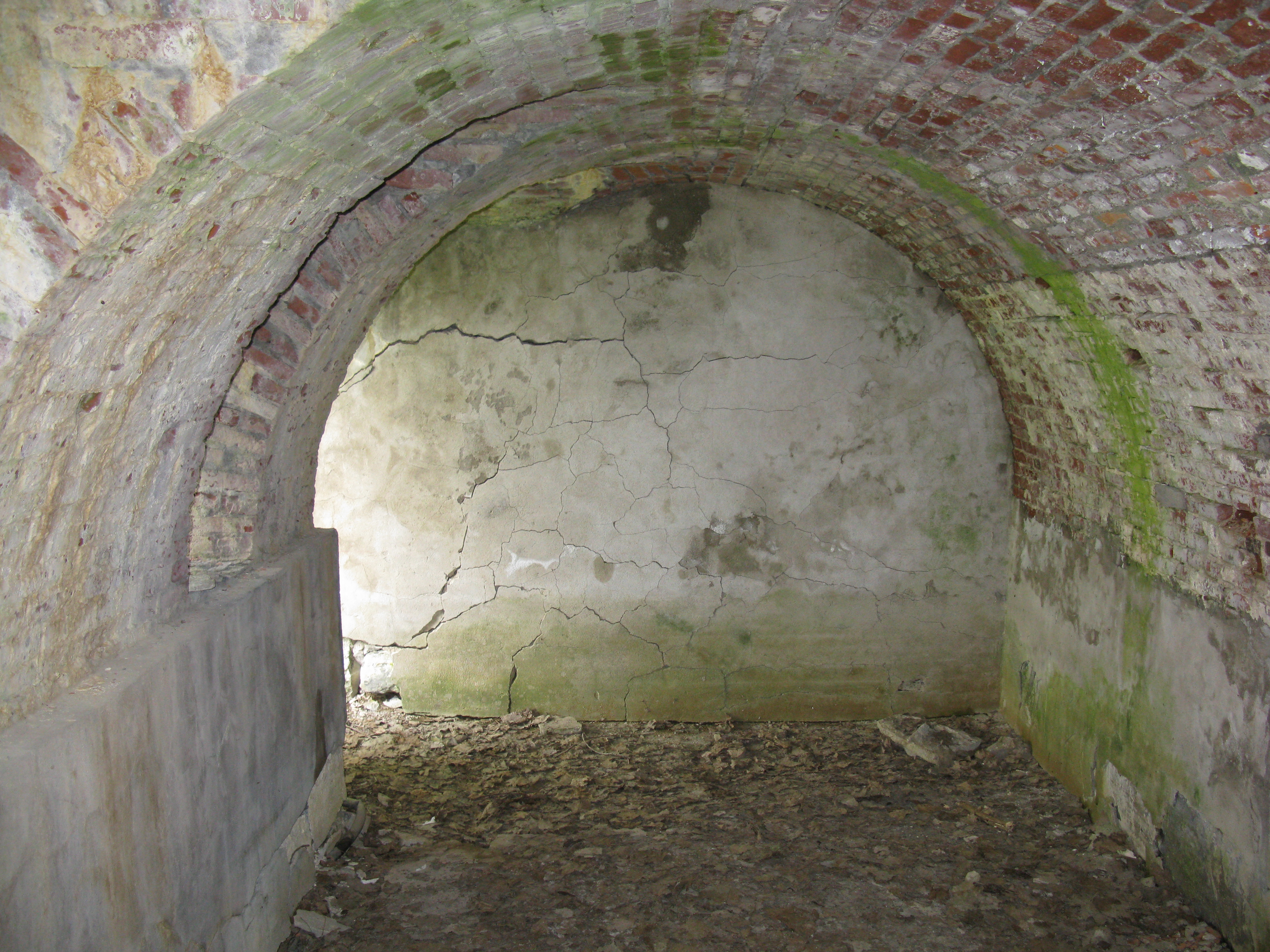
À l'intérieur des latrines des soldats à Fort Lennox.
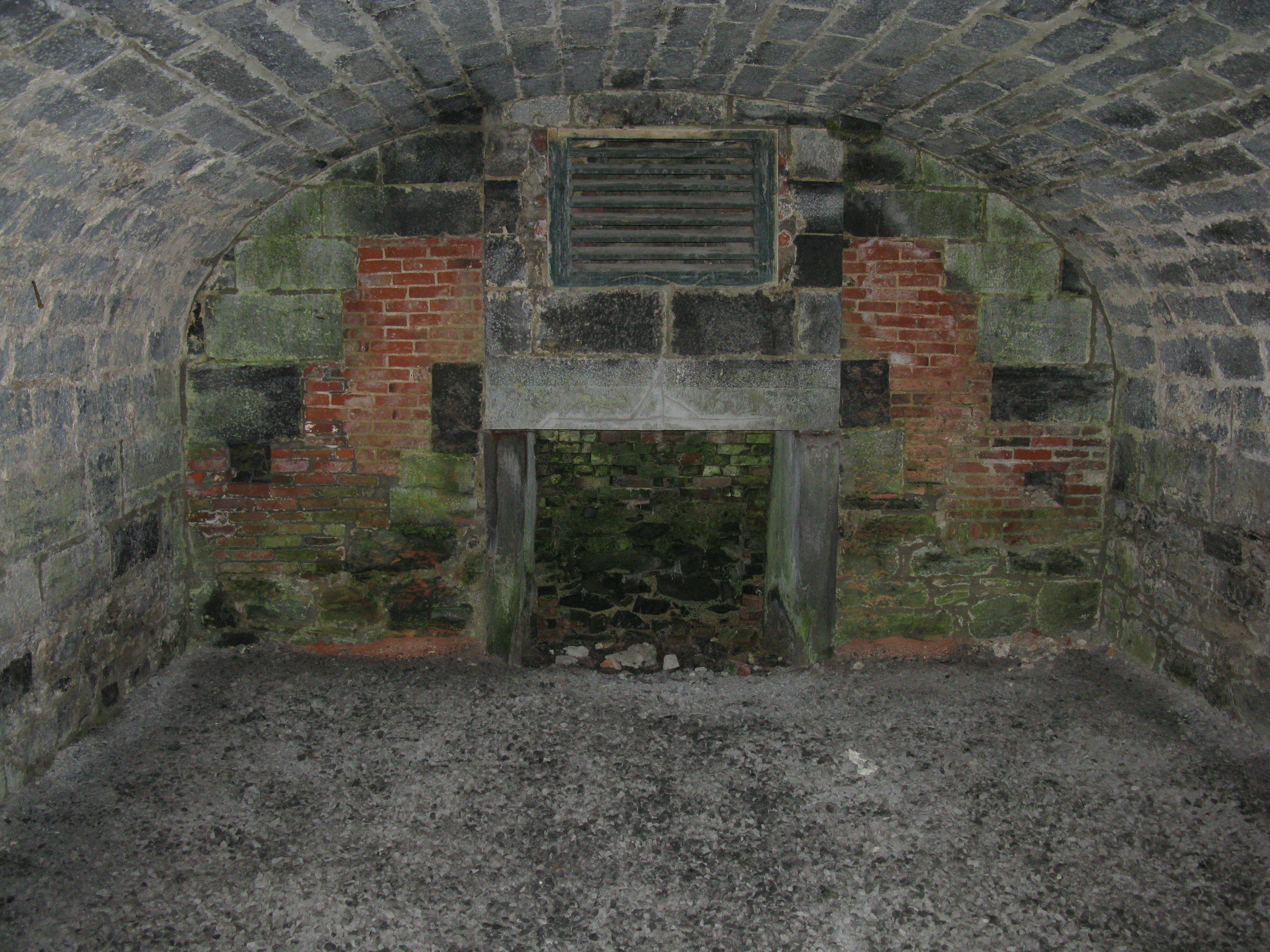
La cuisine des soldats à Fort Lennox. Localisé en arrière des casernes.
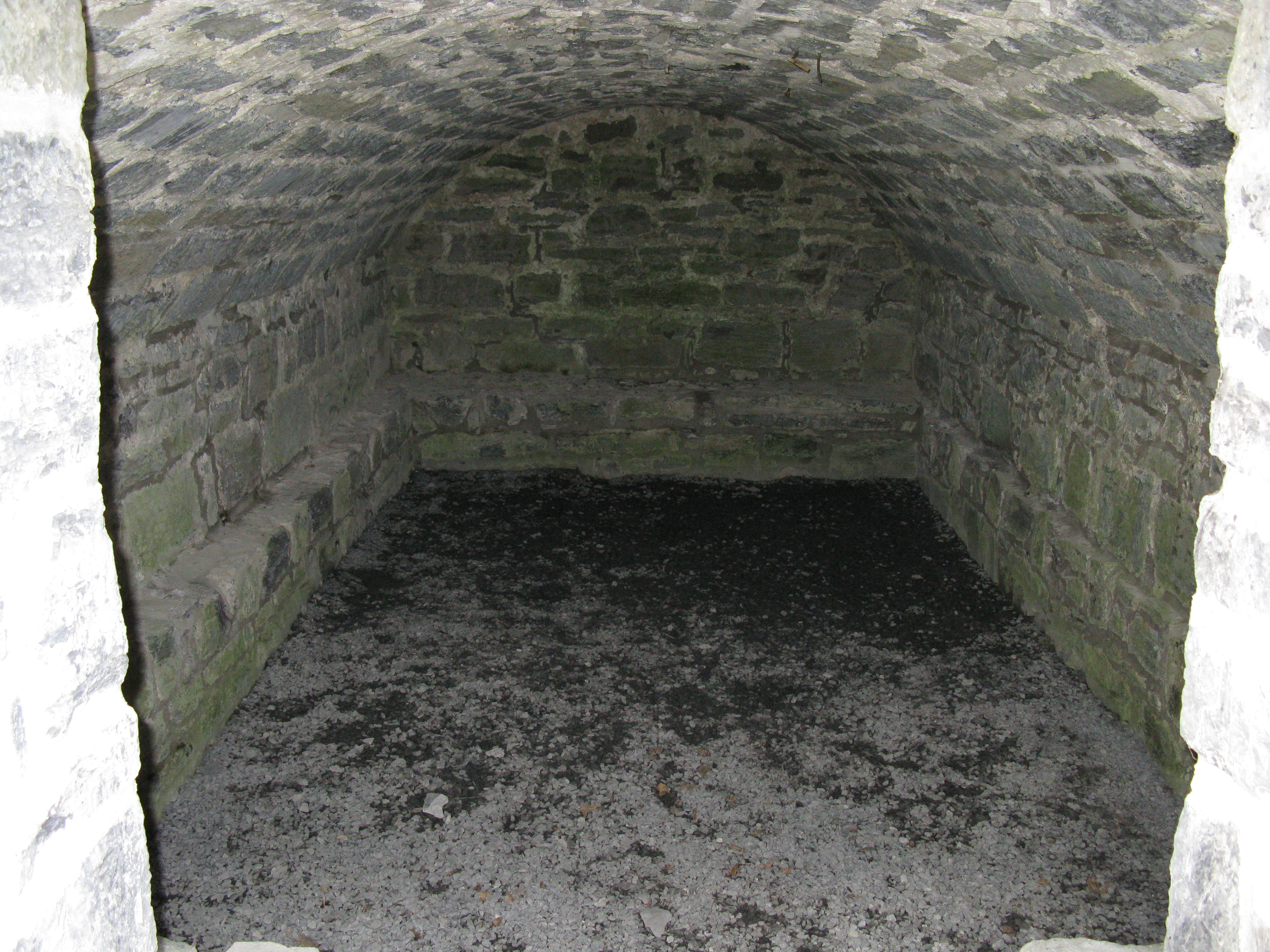
L'entrepôt localisé en arrière des casernes du Fort Lennox.
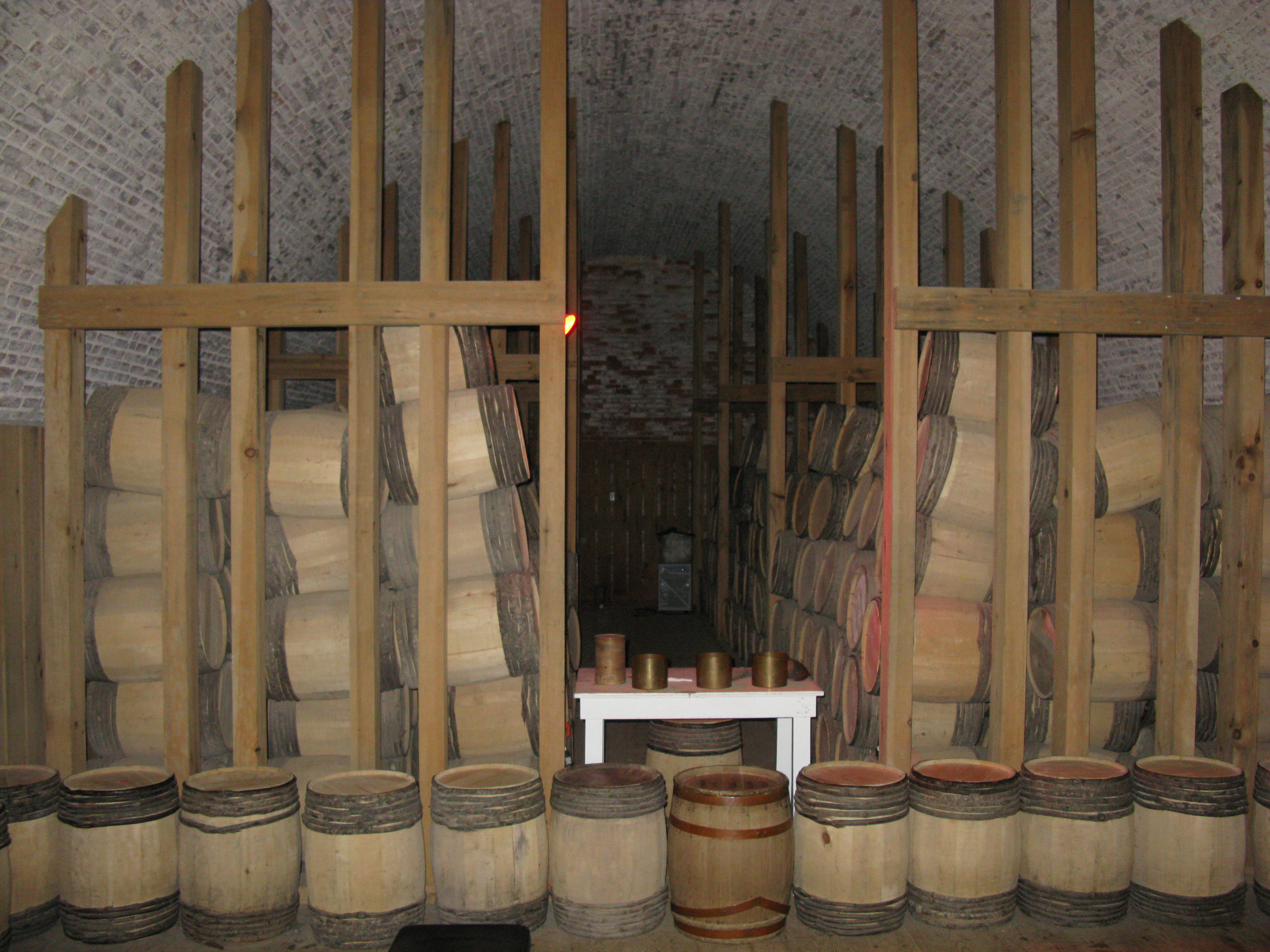
À l'intérieur du dépôt de munitions à Fort Lennox.
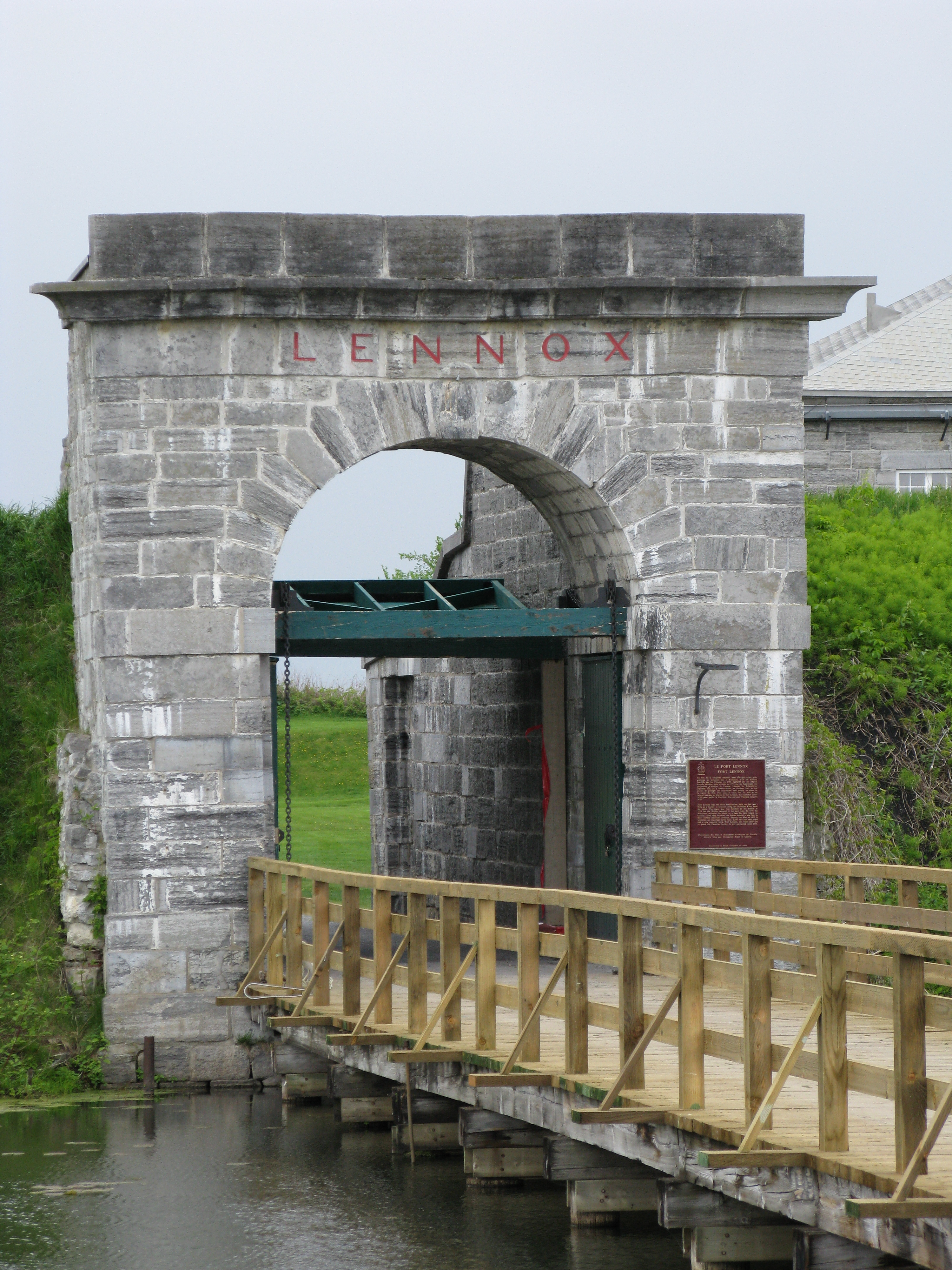
L'entrée du Fort Lennox construit sur l'Isle-aux-Noix sur la rivière Richelieu.
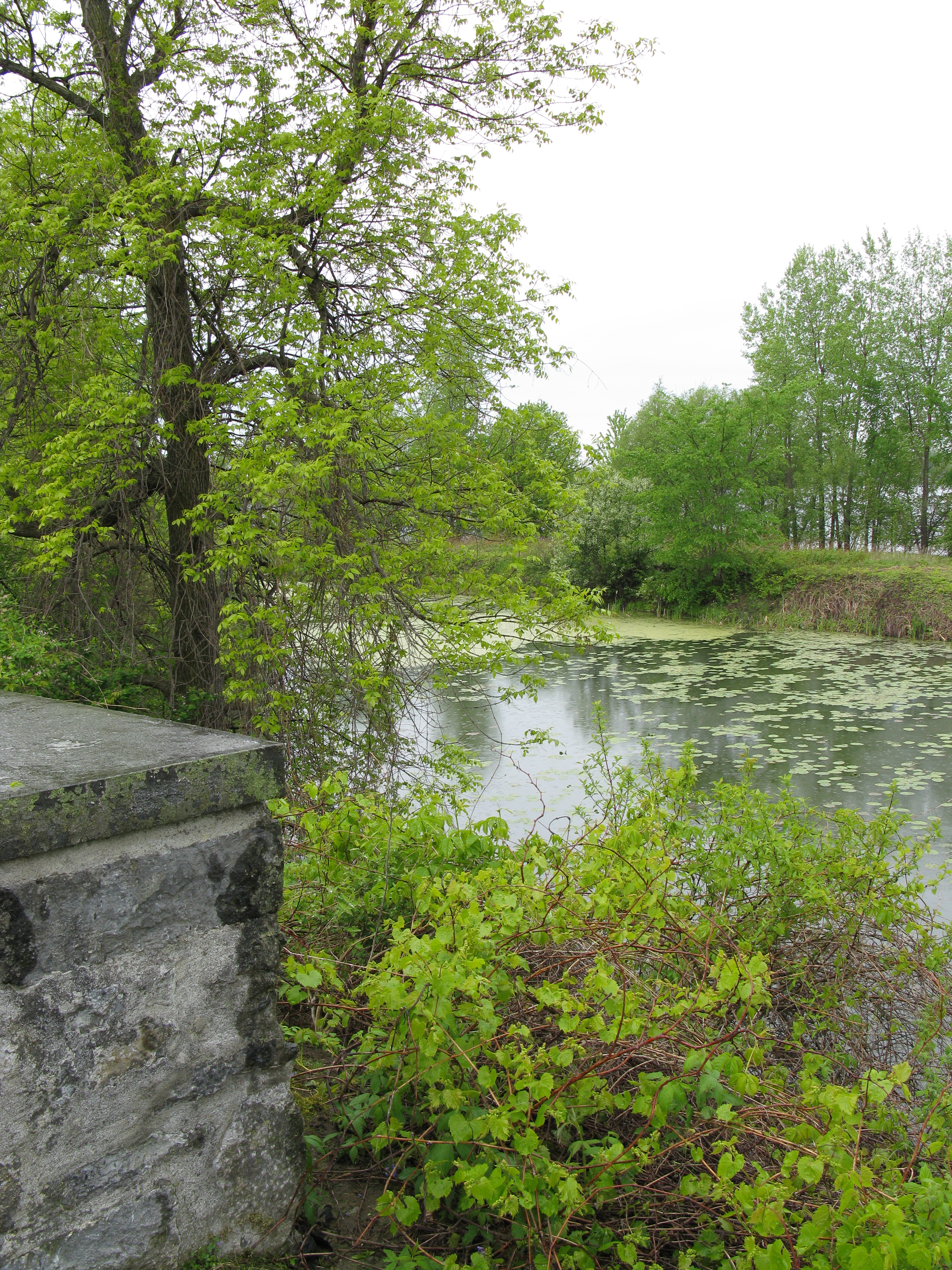
Douve autour du Fort Lennox. À la gauche est la cheminée de la cuisine.
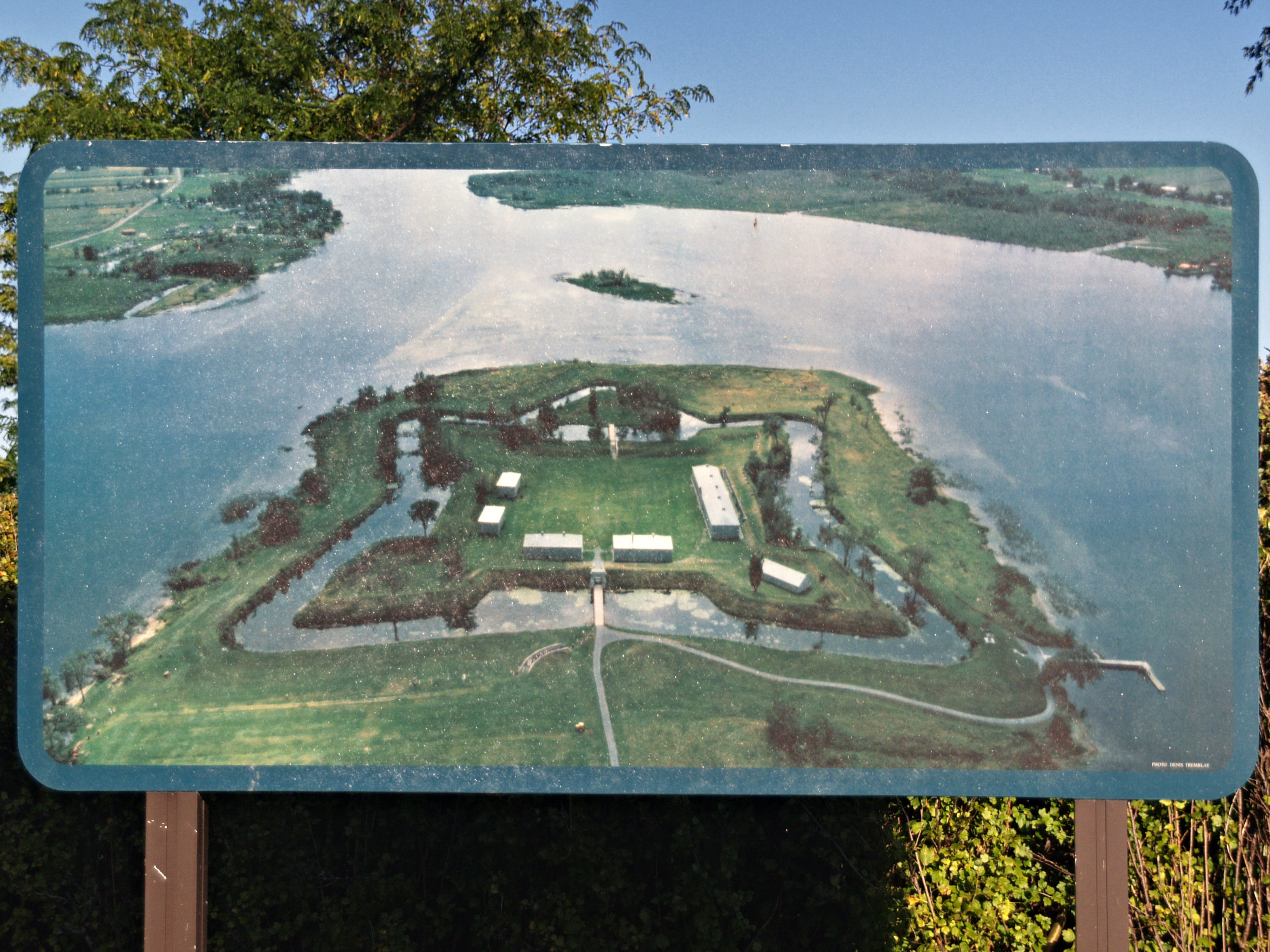
Saint-Paul-de-l'Île-aux-Noix (Québec)
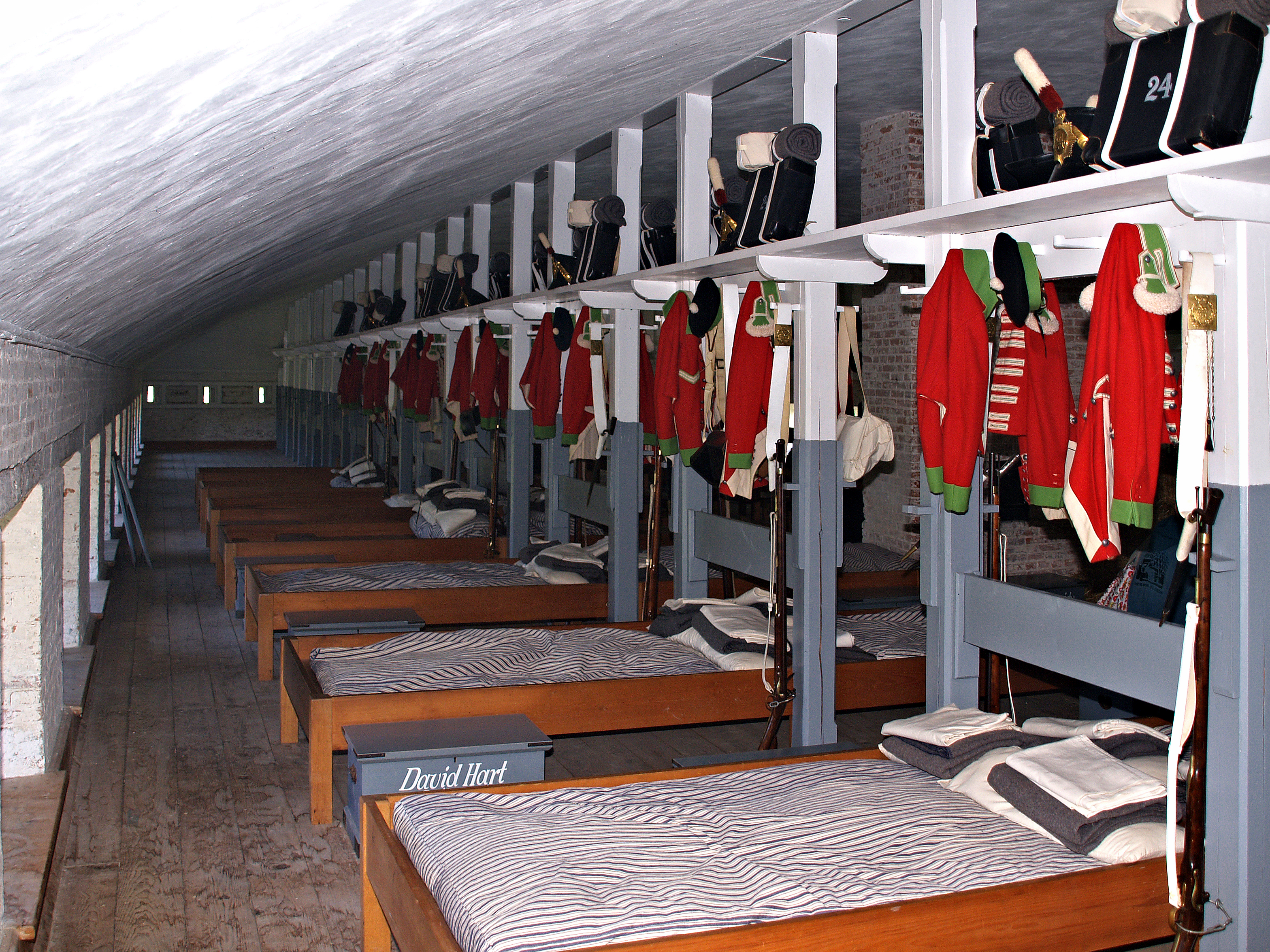
Une des casernes des soldats du 24e régiment au Fort Lennox
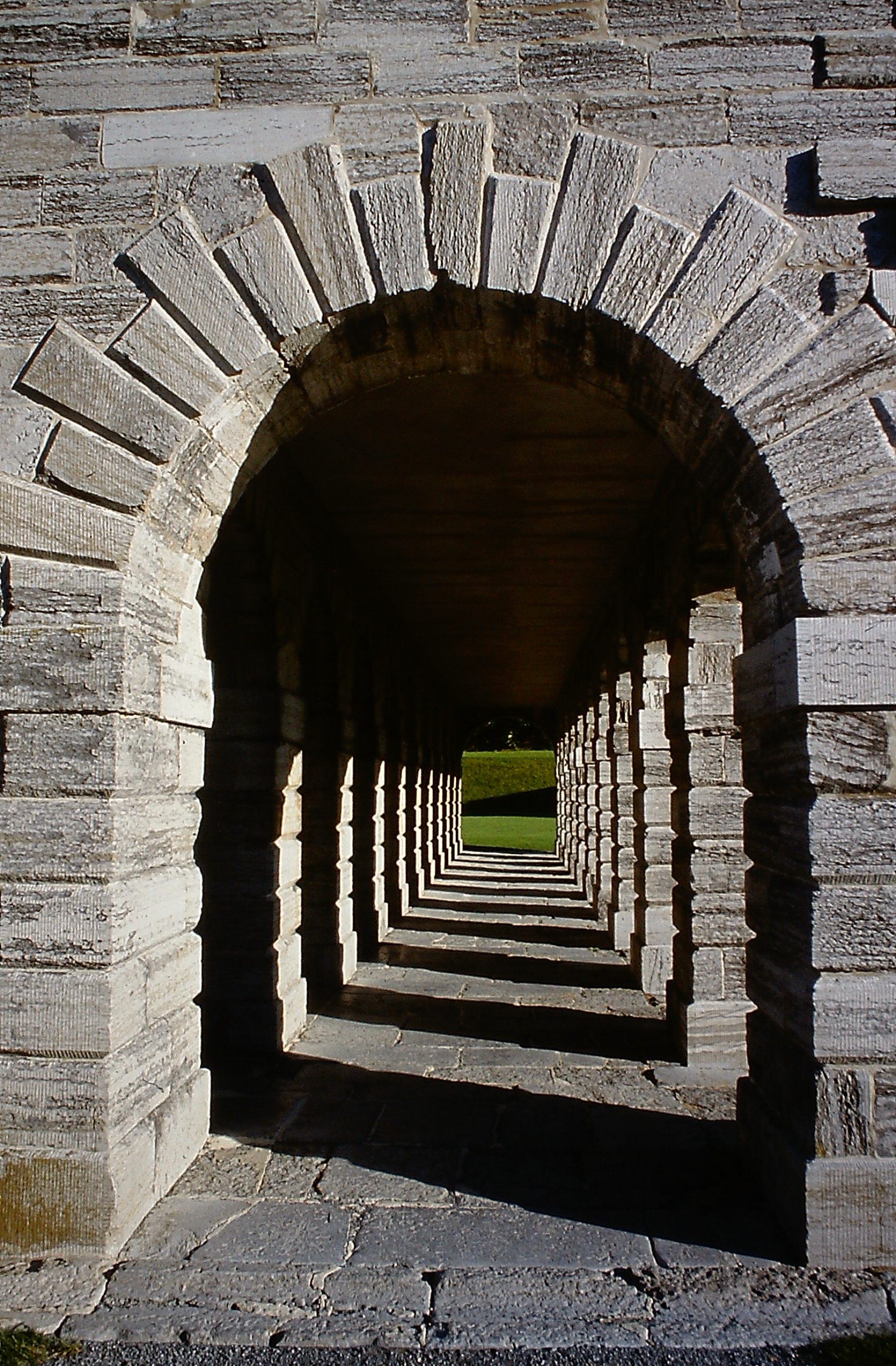
Arcade du Fort Lennox